# Sonni Ali Ber
Sonni Ali Ber (gestorven 1492) was de eerste keizer van het West-Afrikaanse Songhairijk en regeerde tussen 1464 en 1492 over het rijk.

## Biografie
Ten tijde van de troonsbestijging van Sonni Ali bestond het Songhairijk slechts uit een kleine regio rondom hun hoofdstad Gao aan de rivier de Niger. De Songhai waren erin geslaagd om zich los te maken van het Koninkrijk Mali, maar door het uiteenvallen van dit rijk hadden de Songhai territoriale ambities gekregen. Toen in 1468 een van de leiders van Timboektoe om hulp vroeg om de Toeareg uit de stad te verdrijven greep Sonni Ali deze kans. Sonni Ali wist de stad te veroveren op de Toeareg en plunderde Timboektoe vervolgens. Door de plundering van Timboektoe kreeg Sonni Ali de reputatie van een grille en wrede heerser. Daarnaast overwon Sonni Ali diverse Afrikaanse volkeren die hem vervolgens als hun heerser erkenden. Ook veroverde hij de versterkte stad Djenné. 
Sonni Ali werd tijdens zijn regering geplaagd door meerdere aanvallen op zijn rijk, onder meer van de Mossi, de Fulbe en de Toeareg. Door middel van effectief gebruik te maken van zijn cavalerie kon hij de Mossi verslaan en wist hij de regio van Dendi te veroveren. Sonni Ali stierf nadat hij terugkeerde na een militaire veldtocht tegen de Fulbe.